# Edge Hill (stacja kolejowa)
Edge Hill – stacja kolejowa w Liverpoolu, w dzielnicy Edge Hill, w Anglii. Znajdują się tu 2 perony.